# Meunasah Papeun
Meunasah Papeun is een bestuurslaag in het regentschap Aceh Besar van de provincie Atjeh, Indonesië. Meunasah Papeun telt 3016 inwoners (volkstelling 2010).